# جوناثان وونغ
جوناثان وونغ (بالصينية: 王梓軒) هو مغني صيني، ولد في 3 يونيو 1986 في الولايات المتحدة.

## وصلات خارجية
- جوناثان وونغ على موقع IMDb (الإنجليزية)
- جوناثان وونغ على موقع ميوزك برينز (الإنجليزية)
- جوناثان وونغ على موقع قاعدة بيانات الفيلم (الإنجليزية)